# Transports Metropolitans de Barcelona

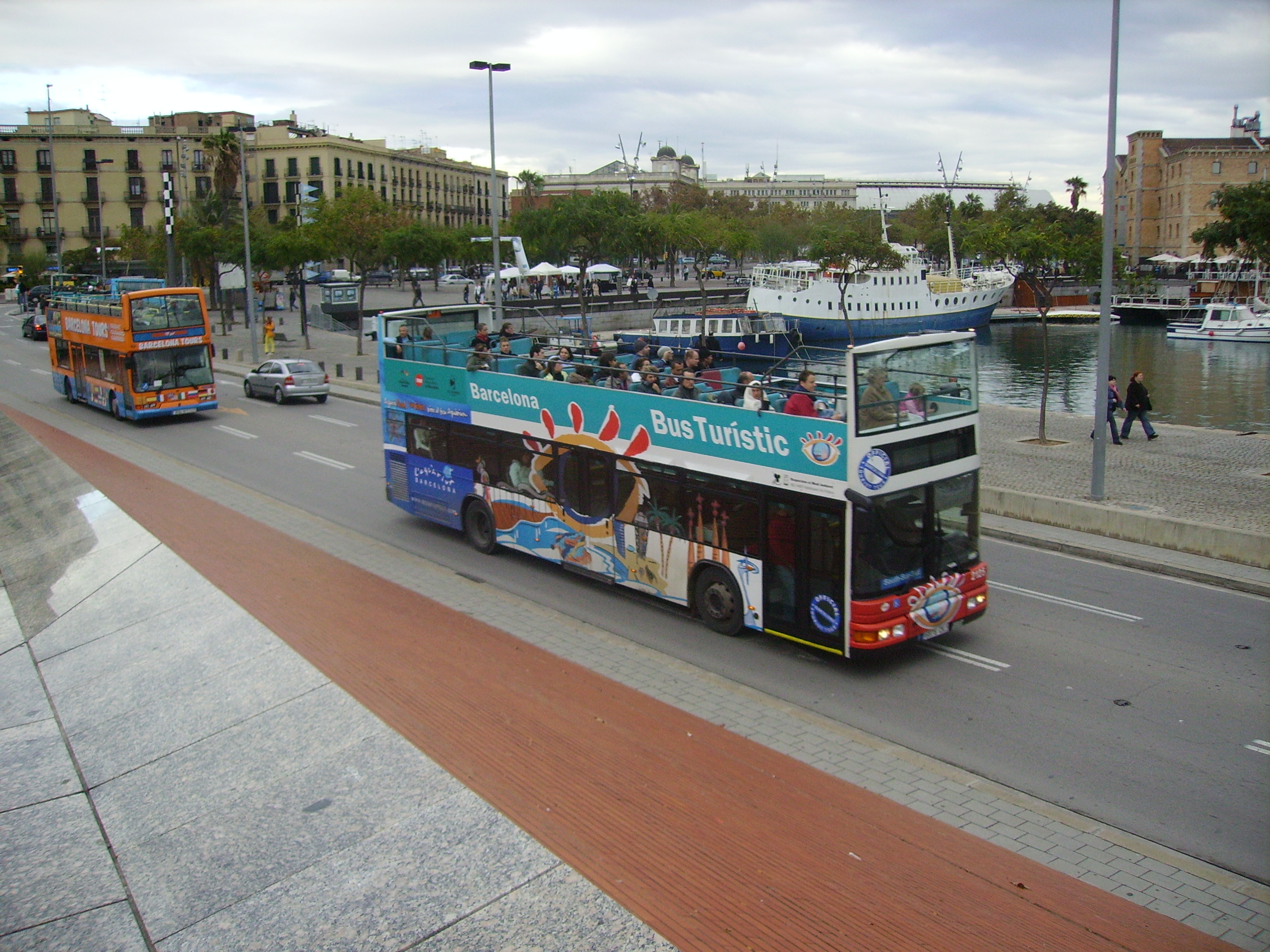
Bus Turístic obsługiwany przez TMB Barcelona

Transports Metropolitans de Barcelona (hiszp. Transportes Metropolitanos de Barcelona) – jest głównym operatorem transportu publicznego w obszarze metropolitarnym Barcelony. Składa się z dwóch osobnych spółek: Ferrocarril Metropolità de Barcelona, SA oraz Transports de Barcelona, SA. Zarządza on metrem Barcelońskim oraz liniami autobusowymi w obrębie całej aglomeracji. Zarządzana przez TMB sieć połączeń autobusowych tworzy 109 linii o łącznej długości 923,92 km, zaś łączna liczba zatrudnionych w spółce pracowników waha się w granicy 8.000 osób.